# Maria Renata Zielińska-Stasiek
Maria Renata Zielińska-Stasiek (ur. 30 lipca 1940 w Pleszewie, zm. 20 listopada 2006 w Gdyni) – farmaceutka, fitochemik, pracownik naukowy Akademii Medycznej w Gdańsku.

## Życiorys
Była córką Alojzego Zielińskiego, wicestarosty Starogardu Gdańskiego i Reginy z domu Malinowskiej, nauczycielki historii i łaciny. Miała starszego brata Olgierda. W 1947 rozpoczęła naukę w Szkole Podstawowej nr 2 w Starogardzie Gdańskim. Dwa lata później decyzją rodziców została przeniesiona do nowo powstałej Szkoły Ogólnokształcącej Towarzystwa Przyjaciół Dzieci w Starogardzie Gdańskim. Gdy skończyła 14 lat, rodzina Zielińskich przeprowadziła się do Gdańska. W 1957 ukończyła I Liceum Ogólnokształcące w Gdańsku. W tym samym roku podjęła studia na Wydziale Farmaceutycznym Akademii Medycznej w Gdańsku. Pod koniec studiów rozpoczęła pracę na stanowisku technika w Zakładzie Farmakognozji AMG. W 1962 Zielińska-Stasiek uzyskała dyplom magistra farmacji. W 1964 otrzymała awans na stanowisko asystenta naukowo-technicznego, a następnie po kilku tygodniach została asystentem naukowo-dydaktycznym. W 1973 podjęła pracę w Zakładzie Farmakognozji Instytutu Technologii i Analizy Leku AMG na stanowisku specjalisty farmaceuty. Rok później ukończyła specjalizację I stopnia z zielarstwa leczniczego.
W 1975 Maria Zielińska-Stasiek uzyskała stopień naukowy doktora nauk farmaceutycznych na podstawie pracy naukowej napisanej pod kierunkiem prof. Stanisława Gilla pt. Związki flawonoidowe w częściach nadziemnych Gaillardia aristata Pursh/Compositae. Przez kolejne 8 lat zatrudniona była dodatkowo  w Medycznym Studium Zawodowym nr 2 w Gdańsku. W 1983 została powołana na kierownika Ogrodu Roślin Leczniczych Katedry i Zakładu Farmakognozji Akademii Medycznej. Funkcję tę pełniła do chwili przejścia na emeryturę. W następnym roku objęła etat starszego wykładowcy w AMG.  
Jej zakres badań naukowych obejmował związki flawonoidowe. Farmaceutka zwróciła uwagę na wpływ warunków zewnętrznych na wegetację, oraz uprawę rzadkich i ginących odmian roślin leczniczych. We współpracy z Wydziałem Chemicznym Politechniki Gdańskiej prowadziła badania nad lipidami roślinnymi i olejkami bogatymi w nienasycone kwasy tłuszczowe. Redagowała periodyki: „Index Seminum” i „Index Plantarum”. 8 maja 2001 objęła funkcję wiceprezesa nowo zarejestrowanego Stowarzyszenia Przyjaciół Ogrodu Roślin Leczniczych Akademii Medycznej w Gdańsku. W grudniu 2003 przeszła na emeryturę. Została pochowana na gdyńskim cmentarzu Witomińskim. 

## Odznaczenia
- Medal Zasłużonemu Akademii Medycznej w Gdańsku (1992);
- Medal Pamiątkowy 50-lecia Akademii Medycznej w Gdańsku (1995);
- Srebrny Krzyż Zasługi (2005)[4][1]